# La Nueva Soledad
La Nueva Soledad är en ort i Mexiko.   Den ligger i kommunen Leonardo Bravo och delstaten Guerrero, i den södra delen av landet, 220 km söder om huvudstaden Mexico City. La Nueva Soledad ligger 2 128 meter över havet och antalet invånare är 206.
Terrängen runt La Nueva Soledad är bergig åt sydost, men åt nordväst är den kuperad. Runt La Nueva Soledad är det ganska tätbefolkat, med 116 invånare per kvadratkilometer. Närmaste större samhälle är Chichihualco, 15,9 km nordost om La Nueva Soledad. I omgivningarna runt La Nueva Soledad växer huvudsakligen savannskog.